# Super Hang-On
Super Hang-On (Japans: スーパーハングオン) is een computerspel dat werd ontwikkeld door Sega en uitgegeven door Electric Dreams Software. Het racespel werd uitgebracht in 1987. Met dit spel kan de speler motorraces rijden. De bedoeling is verschillende circuits op de wereld zo snel mogelijk af te leggen. Andere motoren hoeven niet verslagen te worden. Ze dienen als obstakels en bij aanraking verminderd de speler snelheid of vliegt deze uit de bocht hetgeen tijd kost. Het spel wordt van achter de motor weergegeven in 2D. Elk continent heeft een eigen moeilijkheidsgraad. Afrika voor beginners, Azië voor junioren, Amerika voor senioren en Europa voor experts. 

## Tegenstanders
In het spel moet de speler het opnemen tegen:
| Level | Naam              | Land                |
| ----- | ----------------- | ------------------- |
| 1     | Mia Ferraru       | Italië              |
| 2     | Jose Alverez      | Spanje              |
| 3     | Nobuhiku Hasegawa | Japan               |
| 4     | Felicia Perez     | Mexico              |
| 5     | Hans Braun        | Duitsland           |
| 6     | Marie Lefoure     | Frankrijk           |
| 7     | King Arthur       | Verenigd Koninkrijk |

## Platforms
| Jaar | Platform                                                  |
| ---- | --------------------------------------------------------- |
| 1987 | Amstrad CPC, Arcade, Commodore 64, Macintosh, ZX Spectrum |
| 1988 | Amiga, Atari ST, DOS                                      |
| 1989 | Sega Mega Drive, Sharp X68000                             |
| 2010 | Virtual Console (Wii)                                     |
| 2012 | PlayStation 3                                             |
| 2013 | Nintendo 3DS                                              |

## Ontvangst
| Beoordeeld door                       | Platform        | Datum         | Score |
| ------------------------------------- | --------------- | ------------- | ----- |
| Defunct Games                         | Wii             | 4 mei 2012    | 91%   |
| Mean Machines                         | Sega Mega Drive | oktober 1990  | 86%   |
| The One                               | Amiga           | januari 1989  | 85%   |
| Wiiloveit                             | Wii             | 3 mei 2012    | 83%   |
| Retrogaming.it                        | Sega Mega Drive | 9 mei 2008    | 80%   |
| Amiga Action                          | Amiga           | januari 1991  | 80%   |
| Sega-16.com                           | Sega Mega Drive | 27 juni 2004  | 80%   |
| Oberoende COMputer (S)                | Amiga           | 27 april 1989 | 70%   |
| ACE (Advanced Computer Entertainment) | Amstrad CPC     | februari 1988 | 67%   |
| Happy Computer                        | Amstrad CPC     | maart 1988    | 60%   |

## Trivia
- Het spel is opgenomen in het boek 1001 Video Games You Must Play Before You Die van Tony Mott.